# Gramática estratificacional
La Gramática estratificacional es un modelo teórico que se inscribe en el marco del  estructuralismo, junto a la tagmémica, por lo menos en su forma más tradicional; de la gramática sistemática de Michael Halliday y sus seguidores; de la sintaxis funcionalista de la escuela francesa seguidora de André Martinet y de la gramática dependencial, es decir, la sintaxis estructural de Lucien Tesnière, modificada por algunos lingüistas alemanes como Hans-Jürgen Heringer.

## La gramática estratificacional como método de análisis lingüístico sincrónico
Este modelo fue planteado principalmente por el lingüista estadounidense Sydney Lamb en los años sesenta en su trabajo 'Outline of stratificational grammar' escrito en 1966. El modelo se basa en una concepción de la lengua como un sistema complejo de estratos o niveles dispuestos en una jerarquía y que interactúan entre ellos. Por ello, este método de análisis se denomina estratificacional: en efecto, se basa en la noción de que cada lengua comprende un número restringido de capas de estratos, relacionados jerárquicamente de tal manera que las unidades o combinaciones de unidades de un estrato realizan unidades o combinaciones de unidades en el siguiente estrato más grande.
En teoría esos niveles pueden variar en distintas lenguas en cuanto a su cantidad y su calidad (organización), análogos pero no necesariamente idénticos. En las lenguas europeas modernas se distinguen: primero, el semiológico, después el gramatical y en tercer lugar el fonológico. En cada nivel operan reglas sintácticas y el paso de un estrato al otro es regido por reglas de realización.
El mérito de la gramática estratificacional consiste en la posibilidad de atribuir al componente semántico la facultad generativa de oraciones. En tanto, su debilidad es que la teoría
no ha sido aplicada ni una vez a una lengua particular y que le falta la operación 'transformación'.
La teoría estratificacional de Lamb sintetiza la taxonomía de Leonard Bloomfield y la Escuela de Yale y explicación de Noam Chomsky y el M.I.T. Cabe mencionar la nueva puesta en vigor de las dicotomías saussureanas: significado-significante=expresión-contenido.
Lamb entiende la lengua como una síntesis de reacciones, no directamente observables. Sin embargo, sostiene que "es posible observar las manifestaciones del habla y del contexto en que ocurren y a partir de ellos construir una representación del sistema de relaciones que subyacen" (Lamb, 1966).